# Курінь (Запорозька Січ)
Курі́нь — у 16-18 ст. військово-адміністративна одиниця Запорізької Січі, що складалася з кількасот козаків. Назви куренів походили від своїх отаманів-засновників або від міст, звідки вийшли перші запорожці.
У власності куренів знаходилися рибальські промисли, землі для полювання, толоки для випасу худоби, комори, шинки, господарські будівлі, лавки та будки на січовому базарі, човни тощо. Курені отримували належну козакам частку грошового і хлібного жалування, податків та інших прибутків Коша. Козаки одного куреня перебуваючи на Січі, спільно харчувалися та жили, а в курінних скарбничках зберігали своє майно.

## Історія
За Мацієвським та іншими курені існували вже у 16 сторіччі. Відомий список 38 куренів було складено за українськими місцевостями за Богдана Хмельницького.
Кожний, прийнятий до козаків, входив до компуту (реєстру) певного куреня.
Курінь мав своє господарство і назву, найчастіше за назвою місцевості, чи звідки вийшли на Запоріжжя перші товариші, що заклали курінь, деякі ж з куренів були названі іменням якогось славного курінного товариша або першого курінного отамана. 
На чолі куреня стояв курінний отаман. Отамана обирала курінна козацька рада. Він мав широкі військово-адміністративні компетенції та вирішував деякі судові справи.
Звалися поділи Війська Запорозького куренями через те, що у перші часи існування Січі запорожці жили по куренях. Ті курені були довгі, щоб у кожному можна було міститися кільком сотням товариства, і вкривалися вони очеретом, а зверху ще й звіриними шкурами, щоб було зимою тепліше. З часом замість куренів по січах почали будувати для товариства довгі хати, по 12-15 сажнів завдовжки кожна хата. І хоч запорожці жили вже по хатах з самого початку XVII століття, та проте вже й ті хати почали зватися куренями, бо запорожці звикли до тієї назви. Під Січ запорожці завжди обирали сухе й високе місце на березі Дніпра або якоїсь його протоки і, лишивши посередині того місця майдан, будували навкруг нього довгі хати (курені).
Коли Військо Запорозьке виступало у похід суходолом, то поділялося воно не на курені, а на полки (паланки) так, що полк складався з козаків трьох-чотирьох куренів.
Першого січня всякого року на Січі скликалася рада, у якій брали участь з однаковими правами всі запорожці, і на тій раді всякий курінь обирав собі на весь рік курінного отамана й кухаря, а після того всі курені разом обирали кошового отамана, військового суддю, писаря й осавула та ще підстарших: скарбника, пушкаря, довбиша, хорунжого, бунчужного й інших урядових осіб.
При переселенні на Кубань склад Чорноморського війська зберігся традиційним курінним. Було додано тільки два додаткових куреня до традиційних запорозьких. Курені розташувалися на Таманському півострові і землі між річкою Кубань й Азовським морем.

## Перелік куренів (за Кащенком)
За словами Андріана Кащенка, Військо Запорозьке на початок XVIII століття поділялося на 38 куренів, а саме:
1. Батуринський — від містечка Батурин Бахмацького району Чернігівської області, розташованого на лівій притоці Десни Сеймі. В 1669—1708 роках Батурин був резиденцією гетьманів Дем'яна Многогрішного, Івана Самойловича, Івана Мазепи, в 1750—1764 роках — Кирила Розумовського.
2. Брюховецький.
3. Васюринський.
4. Ведмедівський (Медведівський) — від села Медведівка, що лежить на березі правої притоки Дніпра р. Тясмині в Черкаському районі Черкаської області.
5. Величківський.
6. Вищестебліївський — від містечка Стеблів, що лежить на правій притоці Дніпра Росі в Звенигородському районі Черкаської області.
7. Дерев'янківський;— див. Стародерев'янковська.
8. Джерелівський — див. Староджереліївська.
9. Дінський — від річки Дін й Сіверський Донець (так дотепер вимовляє цю назву населення Середнього Дону між його притоками Богучаром та Дівицею, що є нащадками козаків Острозького слобідського козацького полку).
10. Дядьківський — від слова «дядько» — «вчитель».
11. Іванівський.
12. Іркліївський — від селища Іркліїв, розташованого на лівому березі Дніпра біля гирла річки Ірклій у Золотоніському районі Черкаської області.
13. Кальниболоцький — від містечка Кальниболото (Катеринопіль), Черкаської області, що розташований на річці Гнилий Тікич.
14. Канівський — від міста Канів, Черкаської області на правому березі Дніпра.
15. Кисляківський  — від села Кисляк на річці Соб, лівій притоці Південного Бугу в Гайсинському районі Вінницької області.
16. Конелівський — від села Конела на річці Конела, в Уманському районі Черкаської області.
17. Коринівський.
18. Корсунський — від міста Корсунь (нині Корсунь-Шевченківський Черкаської області) на Росі.
19. Крилівський — від міста Крилів, що до затоплення його водами Кременчуцького водосховища стояло при гирлі Тясмину в Кіровоградській області.
20. Кущівський — від села Кущівка на річці Оріль у Царичанському районі Дніпропетровської області на території Протовчанської паланки.
21. Левушківський — від села Леухи на річці Сороці в Іллінецькому районі Вінницької області.
22. Менський — від міста Мена (нині Чернігівська область) на правій притоці Десни Мені. За часів Богдана Хмельницького був центром Менської сотні Чернігівського козацького полку.
23. Мишастівський — за назвою тотему — мишастого дикого степового коня — тарпана.[2]
24. Незамаївський.
25. Нижчестебліївський — від містечка Стеблів, що лежить на правій притоці Дніпра Росі в Звенигородському районі Черкаської області.
26. Пашківський.
27. Переяславський — від міста Переяслав (тепер райцентр Київської області) над річкою Трубіж.
28. Пластунівський — курінь, де проживали розвідники, від слова «пластатись» (повзти).[2]
29. Платнірівський — курінь, де проживали найбільш вправні зброярі, від слова «платнер» (з давньоукр. — зброя).[2]
30. Полтавський — від теперішнього обласного центру Полтава над річкою Ворскла.
31. Поповичевський — курінь, де проживали колишні бурсаки богословських закладів чи діти попів.[2]
32. Рогівський — від села Роги Уманського району Черкаської області.
33. Сергіївський.
34. Тимошівський — від села Тимошівка Маньківського району Черкаської області.
35. Титарівський — від давньоукр. слова «титар» — церковний староста, тут проживали колишні церковнослужителі, які покинули сан.[2]
36. Уманський — від міста Умань на річці Уманка.
37. Шкуринський — за назвою тотему — вовчою шкурою.[2]
38. Щербаківський — від села Щербаки, над річкою Рось, Київської області.